# Pedicia subfalcata
Pedicia (Pedicia) subfalcata là một loài ruồi trong họ Pediciidae. Loài này phân bố ở het Palearctisch en Oriëntaals gebied.